# Amon Ferenc Xavér
Amon Ferenc Xavér (Bécs, 1725. október 13. – Pozsony, 1805. május 31.) jezsuita pap.

## Élete
1744-ben lépett a jezsuita rendbe és Bécsben hallgatta a bölcselet- és hittudományt; mint egyházi szónok Németországban, utóbb Magyarországon működött; a szerzet föloszlatása után haláláig Pozsonyban élt mint világi pap egészen haláláig.

## Munkái
- Rechtfertigung des katholischen Lehrsatzes, dass Gott in dem hochheiligsten Sakrament des Altars gegenwärtig, und daher aunzubethen sey. Pressburg, 1773.